# Podorungia
Podorungia là chi thực vật có hoa trong họ Acanthaceae.